# アンビシャスグループ北海道
アンビシャスグループ北海道株式会社は札幌市豊平区に存在する企業。

## 概要
2021年10月1日、事業持株会社だったトヨタカローラ札幌は、効率的なグループ運営、経営監督と業務執行を分離することによるガバナンスの強化を目的として、持株会社機能を分離独立し、純粋持株会社である「アンビシャスグループ北海道株式会社」を設立した。
2024年10月1日、傘下のトヨタカローラ札幌、札幌トヨペット、ネッツトヨタ函館のを統合し、2025年4月1日付での新会社AGHトヨタ札幌株式会社の設立を発表した。

## 沿革
- 2021年10月1日 - 設立[1]
- 2024年10月1日 - トヨタカローラ札幌、札幌トヨペット、ネッツトヨタ函館の統合を発表[2]
- 2025年4月1日 - 3社を統合し、AGHトヨタ札幌株式会社設立[2]

## グループ会社
出典:
- 株式会社トヨタレンタリース新札幌（自動車レンタル・リース）
- 株式会社ジェームスアンビシャス（自動車用品販売）

ジェームス
- 石山店

- 琴似店

- 厚別通店

- 百合が原店

- 札幌ドーム前店

- AGHビジネスサポート株式会社（自動車保険・登録関連）
- 株式会社北日本ファミリー（生命保険・損害保険）
- トヨタカローラサッポロフィリピンホールディングス（海外事業）

フィリピンのトヨタ販売会社、トヨタサンタロサに40%出資している。
- AGHトヨタ札幌株式会社 （2025年4月1日設立予定[2]）

### 統合予定の会社
- トヨタカローラ札幌株式会社
- 札幌トヨペット株式会社
- ネッツトヨタ函館株式会社